# Ludowici (Georgia)
Ludowici település az Amerikai Egyesült Államok Georgia államában, Long megyében, melynek megyeszékhelye is. Lakosainak száma 1590 fő (2020. április 1.).

## Népesség
A település népességének változása:

| 2010 | 1 703 |
| 2020 | 1 590 |